# مسجد خیرآباد
مسجد خیرآباد مربوط به دوره قاجار است و در شهرستان نجف‌آباد، بخش مهر دشت، دهستان اشن، روستای خیرآباد واقع شده و این اثر در تاریخ ۲۶ اسفند ۱۳۸۷ با شمارهٔ ثبت ۲۶۱۸۴ به‌عنوان یکی از آثار ملی ایران به ثبت رسیده است.